# Dead Island
Dead Island – gra komputerowa będąca połączeniem gry akcji i survival horroru stworzona przez polskie studio Techland. Prace nad grą rozpoczęto przy użyciu Chrome Engine 4 w 2008 roku. 16 lutego 2011 ujawniono zapowiedź wersji finalnej, opartej na nowym silniku Chrome Engine 5. Gra ukazała się na platformy Microsoft Windows, PlayStation 3 i Xbox 360 we wrześniu 2011 roku. Światowym wydawcą jest brytyjska firma Deep Silver. Zwiastun produkcji został wybrany jako najlepszy trailer roku 2011 przez serwis GameTrailers.
W skład edycji kolekcjonerskiej (tzw. Survival Kit) wchodzą m.in. Dead Island w wydaniu Gore, specjalne stylowe pudełko, instrukcja, ścieżka dźwiękowa, smycz.
22 listopada 2011 roku opublikowano płatną zawartość do pobrania Bloodbath Arena, która dodaje cztery mapy, na których gracz ma za zadanie odpierać kolejne fale przeciwników, a 1 lutego 2012 roku wydano dodatek Dead Island: Ryder White, który pozwala wcielić się w Rydera White'a i poznać fabułę z jego perspektywy. 23 kwietnia 2013 roku na platformach Microsoft Windows, PlayStation 3 i Xbox 360 ukazała się kontynuacja gry o nazwie Dead Island Riptide.

## Rozgrywka
Akcja gry dzieje się w kurorcie turystycznym Royal Palms Resort na wyspie Banoi w Papui-Nowej Gwinei. Na wyspie wybucha epidemia, w wyniku której turyści przeobrażają się w zombie. Cztery osoby są odporne na działanie tajemniczej zarazy. Łączą siły i starają się przetrwać w antyutopijnym otoczeniu (kooperacja czteroosobowa).
Elementem wyróżniającym Dead Island jest wysoki poziom interakcji z otoczeniem oraz niemal nieograniczona otwartość świata gry. Podział ciał postaci na skórę, mięśnie i kości pozwala na uzyskanie wielu rodzajów obrażeń zewnętrznych i wewnętrznych. Na typ i wielkość zadawanych ran wpływa broń, którą gracz walczy. W Dead Island ważnym elementem jest rozwój postaci (element charakterystyczny dla gatunku cRPG).

### Postacie
- Xian Mei – recepcjonistka hotelu w kurorcie Royal Palms Resort, pochodzi z Chin[2].
- Sam B – czarnoskóry raper, rezydent klubu w Royal Palms Resort[2].
- Logan – była gwiazda amerykańskiego futbolu, kończy karierę po wypadku samochodowym[2].
- Purna – pracownica ochrony, była oficer departamentu policji w Sydney[2].

### Broń
Dostępna broń to m.in. kije golfowe, metalowe rury, wiosła, noże, tasaki, siekiery, maczety, łomy, młotki, łopaty, deski, krzesła i inne przedmioty domowego użytku. Każda broń zadaje inne obrażenia, zużywając się przy tym. W czasie rozgrywki możliwe jest ulepszanie broni. Podczas pojedynku użyte mogą być także ogień i prąd. W miarę rozwoju postaci, dostępne są także nowe umiejętności (w tym walka wręcz). Broń palna jest w grze rzadkością i stanowi jedynie urozmaicenie dostępnego arsenału rzeczy mogących posłużyć za broń.

## Ekranizacja
27 września 2011 roku wytwórnia Lions Gate Entertainment poinformowała, że we współpracy z Motion Picture Group, Sean Daniel Company oraz Sunny Field Productions stworzy film, którego fabuła bazowała będzie na podstawie gry. Przedstawiciele Lionsgate poinformowali, że wytwórnia nabyła od firmy Deep Silver prawa do ekranizacji Dead Island. Do podjęcia decyzji o powstaniu filmu przyczynił się pierwszy zwiastun gry, który trafił do społeczności graczy w lutym 2011 roku. Lionsgate już teraz obiecuje fanom gatunku, że pozycja będzie „innowacyjnym filmem w gatunku produkcji z zombie, ponieważ ma skoncentrować się na ludzkich emocjach, więzach rodzinnych oraz nieliniowej opowieści”.

## Książka
Powieść będąca literacką adaptacją gry ukazała się wraz z jej premierą. Autorem jest Mark Morris. Fabuła powstała na podstawie scenariusza gry, którego autorami są: Paweł Selinger, Haris Orkin oraz Michał Madej.